# زوبين دمانيا
زوبين دامانيا (من مواليد 23 أبريل 1973) هو طبيب أمريكي، وأستاذ مساعد ، وممثل كوميدي ، وشخصية على الإنترنت ، وموسيقي. كما أنه كان يكتب ويؤدي موسيقى الراب الكوميدية مثل ZDoggMD ، وهو أحد مشاهير الإنترنت المعروف بمقاطع الفيديو الموسيقية والمحاكاة الساخرة والرسومات الكوميدية حول القضايا الطبية ، فضلاً عن المشكلات المنهجية المتعلقة بالرعاية الصحية.
كان دامانيا طبيب مستشفى ممارسًا (طبيبًا متخصصًا في المرضى المصابين بأمراض حادة تم إدخالهم إلى المستشفى) في كلية الطب بجامعة ستانفورد لمدة 10 سنوات. ثم كان مؤسس تيرنتابل هيلث (Turntable Health) ، وهي عيادة رعاية أولية مباشرة في وسط مدينة لاس فيغاس بتمويل من الرئيس التنفيذي لشركة زابوس طوني شاي.

## النشأة والتعليم
ولد دامانيا في نيوجيرسي ، ونشأ في كلوفيس ، كاليفورنيا ، حيث انتقلت عائلته إليه عندما كان في الثامنة من عمره ، مع والديه ، وكلاهما من الأطباء الهنود البارسيين (كان والده طبيبًا خاصًا للرعاية الأولية ، ووالدته طبيبة نفسية ) الذين هاجروا من بونا ، ماهاراشترا ، الهند ، في عام 1970 ، واثنين من أشقائه الأصغر سنًا. قال ساخرًا: "أنا أكبر ثلاثة أطفال في العائلة ، لكن في بعض الأحيان يعتبر والداي الطفل الوحيد لأن الطفلين الآخرين ليسا أطباء".
التحق بمدرسة كلوفيس ويست الثانوية وتخرج منها عام 1991. ثم حصل على درجة البكالوريوس في جامعة كاليفورنيا ، بيركلي ، حيث درس الموسيقى وتخصص في البيولوجيا الجزيئية وبيولوجيا الخلية. وأثناء وجوده هناك أكمل أطروحة بحثية في معمل علم الوراثة حول مسارات التصاق الخلايا الخلوية بوساطة الإنتجرين في نموذج ذبابة الفاكهة السوداء مع جيمس فريستروم.
التحق دامانيا بكلية الطب في جامعة كاليفورنيا ، كلية سان فرانسيسكو للطب (UCSF) ، وتخرج في عام 1999. تميزت فترة وجوده في المدرسة بسلسلة من المساعي التي جمعت بين الكوميديا والطب: قام ببث إجراءات الكوميديا الطبية لشركة ناشئة تسمى Medschool .com ، وأداء إجراءات طبية قائمة على أساس طبي لشركات الأدوية والمستشفيات والمؤسسات الطبية الأخرى. كما ألقى خطاب التخرج في UCSF عند تخرجه ، والذي حصل على عشرات الآلاف من المشاهدات على يوتيوب وقدم قائمة NPR لأهم خطابات البدء في كل العصور.

## المسار المهني
أكمل إقامته في الطب الباطني في كلية الطب بجامعة ستانفورد ، من 1999 إلى 2002. ثم بقي دامانيا في مؤسسة بالو ألتو الطبية لمدة عشر سنوات كطبيب مستشفى من 2003 إلى 2012 ، حيث أمضى 70٪ من وقته في مستشفى جامعة ستانفورد (حيث كان أستاذًا مساعدًا إكلينيكيًا للطب) و 30٪ من وقته في مستشفى واشنطن في فريمونت ، كاليفورنيا ، وحصوله على جائزة راسل لي للتدريس السريري. حافظ في الوقت نفسه على هواية جانبية في أداء الكوميديا الاحتياطية للجماهير الطبية في جميع أنحاء العالم.
شعر دامانيا بخيبة أمل بسبب نموذج الرسوم مقابل الخدمة التقليدي الذي يعتمد عليه النظام الطبي الأمريكي ، وأصبح محبطًا بشكل متزايد من عمله. بتشجيع من طوني شاي، الرئيس التنفيذي لموقع زابوس بدأ دامانيا كتابة وأداء وتصوير المحاكاة الساخرة الموسيقية حول إحباطات العمل كطبيب، ونشرها على موقع يوتيوب لتحقيق نجاح فوري. طور شخصية تسمى ZDoggMD ، على غرار مغني راب العصابات الذي كان منزعجًا من المفاهيم الخاطئة الشائعة عن الرعاية الصحية في الولايات المتحدة.
قدمت دامانيا عرضا بعنوان "هل أطباء الزومبي يسيطرون على أمريكا؟" في تيد ميد 2013  يوجز فيه المشاكل العالقة لنظام الرعاية الصحية في الولايات المتحدة ، وكيف أعاد تصوره في تيرنتابل هيلث إلى منظمة تركز على المريض ومخصصة للرعاية الوقائية. وقد وصف كلامه بأنه من أفضل ما في المؤتمر. وصفت مجلة يو إس نيوز آند وورلد ريبورت نقده للرعاية الصحية الأمريكية بأنه "حاد بالمشرط" و "في نفس الوقت محرج ومضحك".
منذ بدء العمل في العيادة ، تم اختيار دامانيا كواحدة من "أفضل 14 شخصًا للمشاهدة في عام 2014"  من قبل لاس فيجاس ويكلي ، وتم وصفها في ذا اتلانتيك و اكسكونومي و وايرد وفنشر بيت وجزمودو وإم إس إن بي سي ويو إس إيه توداي. كما تم تسمية تيرنتابل هيلث "إلى حد بعيد الشركة الناشئة الأكثر إثارة في مجال الرعاية الصحية" و "الثورية" من قِبل The Next Web.

## ZDoggMD
ZDoggMD هو اسم مستعار لـ دامانيا منذ عام 2011 ، ويصنع تحت هذا الاسم مقاطع فيديو موسيقية ومحاكاة ساخرة لموضوع الرعاية الصحية ورسومات كوميديا حول القضايا الطبية المعاصرة والعمل في المجال الطبي. عندما تمت مشاهدة أول فيديو موسيقي له (التحصين ، استنادًا إلى الملياردير من تأليف ترافي ماكوي وبرونو مارس) 200000 مرة ، تلقى دامانيا تهديدات بالقتل من نشطاء مناهضين للتطعيم ، الذين شنوا أيضًا حملة فاشلة لطرده. أمضت دامانيا وقتًا في قراءة المجموعات المناهضة للتلقيح على الإنترنت والقليل من الخبراء الطبيين الذين كانوا يحاولون مقاومة تيار المعلومات المضللة ، مثل ديفيد جورسكي. قرر أنه يستطيع تقديم المعلومات بأسلوب فريد من نوعه ، مع العاطفة والطاقة.
في عام 2020 ، أنتج مئات مقاطع الفيديو ، ليبلغ إجمالي عدد مشاهدي يوتيوب 481 ألف مشترك ، بالإضافة إلى فيسبوك و انستاجرام. ما زال يتلقى تهديدات بالقتل.

## المساعي الحالية
تم تمييز ZdoggMD أو تمت مقابلته في العديد من المنشورات الطبية وغيرها من المنشورات المعروفة ، بما في ذلك ذا اتلانتيك و تك كرانش  و جولات الراديو و القارديان و منتل فلوس و ريتش ام دي و ساينس بلوقز وطبيب مستشفى اي سي بي و طبيب مستشفى  اليوم من بين آخرين.
حاز موقعه الإلكتروني على جائزة أفضل مدونة طبية جديدة لعام 2010 في حفل توزيع جوائز مدونة الويب الطبية لعام 2010 برعاية شركة إيبوكراتس ولينوفو. تتميز مقاطع الفيديو الخاصة به بمجموعة من الشخصيات المتناوبة ، بالإضافة إلى الأطباء الممارسين ، بما في ذلك ، في أغلب الأحيان ، الدكتور هاري ، طبيب الأطفال ، و Doc Quixote ، والدكتور دييغو ، وآخرين. غالبًا ما يتعاون موسيقيًا مع دي جي جنوب كاليفورنيا والمنتج ساميكس ، الذي أنتج ألبوم Midriff Music لجوش مارتينيز والذي فاز بجائزة فئة "أفضل تسجيل راب" في حفل توزيع جوائز الموسيقى الغربية الكندية لعام 2005. كما أنه يتعاون حاليًا مع ديفين مور ، مؤلف موسيقي وعازف جيتار في فرقة "Rabbit!" وعضو فريق تطوير الموسيقى في Downtown Project في لاس فيجاس.
أُطلق على عمل ZdoggMD اسم "الترفيه الذي قد ينقذ حياتك" ، وقد وُصف بأنه "أروع طبيب على الساحل الغربي"  و "طبيب حقيقي يستخدم اليوتيوب كمنفذ إبداعي لتعليم الناس حول أشياء مثل الجنس الآمن ونقل الأخبار السيئة والبقاء بصحة جيدة في الإجازة والبواسير. " مقابل المتخصصين الآخرين والخلافات حول اللقاحات و الرعاية الصحية في الولايات المتحدة والإنعاش القلبي الرئوي وأطباء التلفزيون ، والاستعداد أثناء العطلات.

## تيرنتابل هيلث
في عام 2012 ، دعا توني هسيه دامانيا لزيارة لاس فيغاس ، حيث كان هسيه يستثمر 350 مليون دولار من أمواله الخاصة في مشروع كان يأمل أن ينشط وسط مدينة لاس فيغاس (مشروع وسط المدينة). أقنع دامانيا بترك وظيفته كطبيب في جامعة ستانفورد ونقل عائلته إلى نيفادا. كلف هسيه دامانيا بـ "إصلاح الرعاية الصحية في فيغاس". بمجرد وصوله إلى لاس فيجاس ، استمر Damania في إنتاج مقاطع فيديو ، مثل ZDoggMD ونفسه ، أثناء العمل على افتتاح تيرنتابل هيلث.
أثناء تصور فكرة تيرنتابل هيلث، التقى دامانيا مع روشيكا فرناندوبول، المؤسس المشارك والرئيس التنفيذي لشركة ناشئة مقرها بوسطن تسمى Iora Health ، والتي اشتهرت برؤيتها لإعادة بناء الرعاية الصحية عن طريق إزالة المدفوعات العرضية للرسوم مقابل الخدمة من الخدمات الأولية. الرعاية والتركيز على الوقاية واستخدام نموذج العضوية. أقام الاثنان شراكة.
كانت عيادة تيرنتابل هيلث، وهي عيادة رعاية أولية مباشرة في وسط مدينة لاس فيغاس ، نتيجة لتعاونهم. كان يعتمد على نموذج وقائي يركز على المريض بحيث يمكن للمشتركين إما دفع رسوم شهرية أو الدفع من جيبهم اعتمادًا على التغطية الفردية. افتتحت العيادة في ديسمبر 2013 وكانت جزءًا لا يتجزأ من مشروع وسط مدينة هسيه لتنشيط لاس فيغاس وإعادة تصور المساحات الحضرية. تم إغلاق تيرنتابل هيلث اعتبارًا من 31 كانون الثاني (يناير) 2017.

## كلية الطب
يعمل دامانيا حاليًا كأستاذ مساعد مساعد في الطب في كلية الطب بجامعة نيو إن إل في وهو تابع لهم منذ فبراير 2017.

## الحياة الشخصية
دامانيا متزوج من مارغريت لين ، أخصائية الأشعة. لديهم ابنتان.

## روابط خارجية
- ZDoggMD الرسمي
- قناة زوبين دمانيا على اليوتيوب
- Turntable Health